# Antoni Grygieńć
Antoni Grygieńć (ur. 23 listopada 1945 w Słobódce) – polski działacz samorządowy i partyjny, I sekretarz KM PZPR w Suwałkach, w latach 1987–1990 prezydent Suwałk.

## Życiorys
Syn Antoniego i Anny. Był przewodniczącym zarządu wojewódzkiego Związku Socjalistycznej Młodzieży Polskiej oraz rady wojewódzkiej Federacji Socjalistycznych Związków Młodzieży Polskiej. W 1965 wstąpił do Polskiej Zjednoczonej Partii Robotniczej. W 1975 powołany w skład Wojewódzkiej Komisji Odznaczeń Państwowych w Suwałkach, w tym samym roku został delegatem na zjazd partii. Od 1975 członek, a od 1976 członek egzekutywy Komitetu Wojewódzkiego PZPR w Suwałkach, następnie w ramach KW PZRP był zastępcą i kierownikiem (od 1982) Wydziału Administracyjnego, a także sekretarzem. W międzyczasie od 1979 kształcił się na komunistycznej uczelni ANS w Moskwie. W grudniu 1984 objął funkcję I sekretarza Komitetu Miejskiego PZPR w Suwałkach. W latach 1987–1990 pełnił funkcję przedostatniego komunistycznego prezydenta Suwałk.